# Mogyoróeszelény
A mogyoróeszelény vagy mogyoró-levélsodró (Apoderus coryli) a rovarok (Insecta) osztályának bogarak (Coleoptera) rendjébe, ezen belül a mindenevő bogarak (Polyphaga) alrendjébe és az eszelényfélék (Attelabidae) családjába tartozó faj.

## Előfordulása
A mogyoróeszelény Európa és Szibéria területein található meg. Elterjedési területe Japánig terjed. Rendszeresen előfordul és gyakori faj.

## Megjelenése
A mogyoróeszelény 0,6-0,8 centiméter hosszú. Színben és alakban a tölgyeszelényhez hasonlít, de a szemek mögött ívesen elkeskenyedő, majd hirtelen nyakszerűen befűződő halántékáról jól felismerhető. A combok közepe piros, a tölgy-levélsodrónál fekete.

## Életmódja
A mogyoróeszelény lomberdők és kertek lakója, főleg a mogyorón él. A bogarakkal májustól augusztus végéig találkozunk. Télen a talajba beássák magukat. A nőstények besodorják a mogyoróleveleket.